# Halterofilismo nos Jogos Olímpicos de Verão de 2012 - Até 85 kg masculino
A competição da categoria até 85 kg masculino do halterofilismo nos Jogos Olímpicos de Verão de 2012 foi realizada no dia 3 de agosto no ExCeL, em Londres.
Originalmente o russo Apti Aukhadov obteve a medalha de prata, mas em 18 de outubro de 2016 o Comitê Olímpico Internacional o desclassificou por conta do uso das substâncias dopantes turinabol e drostanolona. As medalhas foram realocadas pela Federação Internacional de Halterofilismo.

## Calendário
Horário local (UTC+1)
| Dia         | Horário | Fase    |
| ----------- | ------- | ------- |
| 3 de agosto | 10:00   | Grupo B |
| 3 de agosto | 19:00   | Grupo A |

## Recordes
Antes desta competição, os recordes mundiais e olímpicos da prova eram os seguintes:
| Recorde mundial  | Arranque  | BLR Andrei Ribakov | 187 kg | Chiang Mai, Tailândia | 22 de setembro de 2007 |
| Recorde mundial  | Arremesso | CHN Zhang Yong     | 218 kg | Ramat Gan, Israel     | 25 de abril de 1998    |
| Recorde mundial  | Total     | BLR Andrei Ribakov | 394 kg | Pequim, China         | 15 de agosto de 2008   |
| Recorde olímpico | Arranque  | BLR Andrei Ribakov | 185 kg | Pequim, China         | 15 de agosto de 2008   |
| Recorde olímpico | Arremesso | GRE Pyrros Dimas   | 215 kg | Sydney, Austrália     | 23 de setembro de 2000 |
| Recorde olímpico | Total     | BLR Andrei Ribakov | 394 kg | Pequim, China         | 15 de agosto de 2008   |

## Medalhistas
| Ouro   | POL Adrian Zieliński |
| Prata  | IRI Kianoush Rostami |
| Bronze | EGY Tarek Yehia      |

## Resultados
Nessa edição, participaram 23 atletas.
| Pos.              | Nome                   | Grupo | Peso  | Arranque (kg) | Arranque (kg) | Arranque (kg) | Arranque (kg) | Arremesso (kg) | Arremesso (kg) | Arremesso (kg) | Arremesso (kg) | Total (kg) |
| Pos.              | Nome                   | Grupo | Peso  | 1             | 2             | 3             | Res.          | 1              | 2              | 3              | Res.           | Total (kg) |
| ----------------- | ---------------------- | ----- | ----- | ------------- | ------------- | ------------- | ------------- | -------------- | -------------- | -------------- | -------------- | ---------- |
| Medalha de ouro   | POL Adrian Zieliński   | A     | 84.62 | 170           | 174           | 176           | 174           | 206            | 206            | 211            | 211            | 385        |
| Medalha de prata  | IRI Kianoush Rostami   | A     | 84.35 | 171           | 174           | 174           | 171           | 209            | 214            | 214            | 209            | 380        |
| Medalha de bronze | EGY Tarek Yehia        | A     | 84.70 | 160           | 165           | 167           | 165           | 205            | 210            | 216            | 210            | 375        |
| 4                 | BUL Ivan Markov        | A     | 84.71 | 168           | 172           | 172           | 172           | 203            | 209            | 209            | 203            | 375        |
| 5                 | EGY Ragab Abdelhay     | A     | 84.81 | 161           | 165           | 167           | 165           | 202            | 207            | 210            | 207            | 372        |
| 6                 | CUB Yoelmis Hernández  | A     | 82.28 | 158           | 158           | 163           | 163           | 205            | 210            | 210            | 205            | 368        |
| 7                 | USA Kendrick Farris    | B     | 84.70 | 150           | 150           | 155           | 155           | 190            | 200            | 208            | 200            | 355        |
| 8                 | UZB Sherzodjon Yusupov | B     | 84.72 | 150           | 155           | 159           | 155           | 180            | 195            | 195            | 195            | 350        |
| 9                 | THA Pitaya Tibnoke     | B     | 84.47 | 152           | 156           | 156           | 152           | 193            | 196            | 202            | 196            | 348        |
| 10                | IRQ Safaa Rashed       | B     | 83.01 | 145           | 150           | 156           | 150           | 195            | 195            | 200            | 195            | 345        |
| 11                | NZL Richie Patterson   | B     | 84.46 | 150           | 150           | 154           | 150           | 183            | 186            | 195            | 186            | 336        |
| 12                | PNG Steven Kari        | B     | 84.74 | 135           | 140           | 145           | 140           | 175            | 180            | 185            | 180            | 320        |
| 13                | TUR Nezir Sağır        | B     | 83.45 | 130           | 130           | 140           | 140           | 160            | 170            | 175            | 175            | 315        |
| —                 | TKM Mansur Rejepov     | B     | 84.57 | 160           | 165           | 168           | 160           | 188            | 188            | 190            | —              | —          |
| —                 | CHN Lu Yong            | A     | 84.54 | 175           | 178           | 180           | 178           | 205            | 205            | 205            | —              | —          |
| —                 | IRI Sohrab Moradi      | A     | 84.19 | 166           | 166           | 166           | —             | —              | —              | —              | —              | —          |
| —                 | FRA Benjamin Hennequin | A     | 84.44 | 163           | 163           | 163           | —             | —              | —              | —              | —              | —          |
| —                 | ARM Ara Khachatryan    | B     | 84.74 | 165           | 165           | 165           | —             | —              | —              | —              | —              | —          |
| —                 | BLR Andrei Ribakov     | A     | 84.09 | 175           | 175           | 180           | —             | —              | —              | —              | —              | —          |
| —                 | RUS Apti Aukhadov      | A     | 84.75 | 169           | 173           | 175           | 175           | 205            | 210            | 212            | 210            | 385 DSQ    |
| —                 | GEO Rauli Tsirekidze   | B     | 84.49 | 162           | 167           | 167           | 162           | 195            | 200            | 202            | 200            | 362 DSQ    |
| —                 | BLR Mikalai Novikau    | B     | 84.71 | 163           | 167           | 170           | 167           | 192            | 196            | 200            | 196            | 363 DSQ    |
| —                 | ROU Gabriel Sîncrăian  | A     | 84.07 | 167           | 167           | 167           | —             | —              | —              | —              | —              | DSQ        |

Legenda
| Recorde mundial      | Recorde mundial (World record)               |                       | Recorde africano                      | Recorde africano (African) |                                           | Q | Classificado por posição (Qualified) |
| Recorde olímpico     | Recorde olímpico (Olympic record)            | Recorde da América    | Recorde da América (Americas)         | q                          | Classificado por melhor tempo (Qualified) |   |                                      |
| Melhor marca do ano  | Melhor marca do ano (World leading)          | Recorde asiático      | Recorde asiático (Asian)              | DNS                        | Não largou (Did not start)                |   |                                      |
| Recorde nacional     | Recorde nacional (National record)           | Recorde europeu       | Recorde europeu (European)            | DNF                        | Não terminou (Did not finish)             |   |                                      |
| Recorde pessoal      | Recorde pessoal do atleta (Personal best)    | Recorde da Oceania    | Recorde da Oceania (Oceania)          | DSQ / DQ                   | Desclassificado (Disqualified)            |   |                                      |
| Recorde da temporada | Recorde da temporada do atleta (Season best) | Recorde sul-americano | Recorde sul-americano (South America) | NM                         | Sem marca (No mark)                       |   |                                      |